# チオレドキシンフォールド

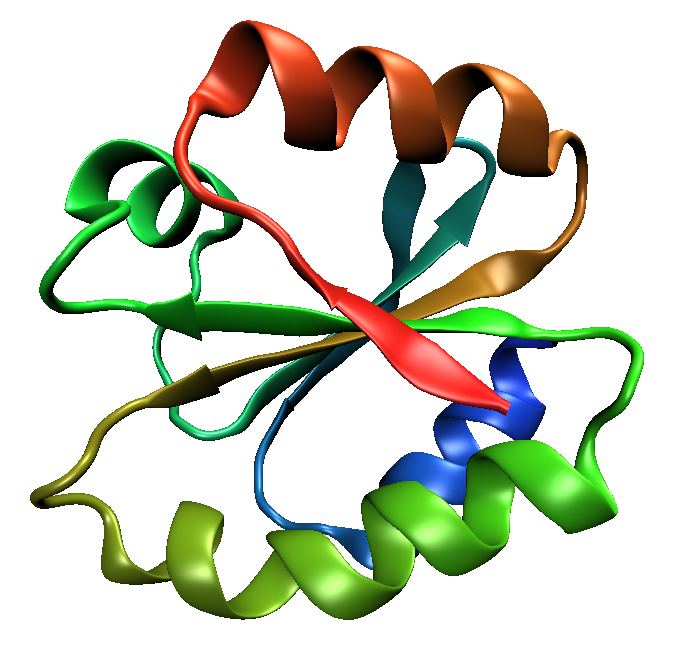
ヒトのチオレドキシンの構造

チオレドキシンフォールド（Thioredoxin fold）はタンパク質フォールドの1つで、ジスルフィド結合の形成や異性化を触媒する酵素に共通に含まれている。名前は代表例であるチオレドキシンに由来し、原核生物にも真核生物も持つ。αヘリックスとβシート両方の構造を持ち、酸化還元酵素活性を持つ。このフォールドの空間的なトポロジーは、4つのβシートが2つのαシートに挟まれた形をしている。

## 保存配列
チオレドキシンフォールドの活性中心には、2つのシステインからなる共通配列がある。Cys-X-Y-Cysという配列で、XとYには疎水性のアミノ酸がくることが多いがそうでない場合もある。還元型のタンパク質ではシステイン残基は2つの自由なチオール基となっているが、酸化型ではそれらはジスルフィド結合でつながれている。

## ジスルフィド結合の形成
チオレドキシンフォールドを持つタンパク質はかなり異なった反応性やpKaの値を持つが、これはチオール基を安定化させる全体の構造による。チオレドキシンフォールドを持つタンパク質の構造はかなり似通っているが、pKaは構造のわずかな違い、特に1個目のシステインの周りの原子に敏感な影響を受ける。